# Misteri assumpcionista de València
Misteri assumpcionista de València és l'obra de més qualitat poètica del llegat dramàtic medieval en llengua catalana.
Es representa l'any 1420 a l'interior de la Seu de València. Un altre exemple és el Misteri o Festa d'Elx, que pertany al cicle assumpcionista. Es tracta d'una peça clau per conèixer els trets bàsics de les posades en escena que tenien lloc a l'edat mitjana, ja que des de finals del segle XV es representa cada estiu a la Basílica Menor de Santa Maria d'Elx.